# زاک اوسمون
زاک اوسمون (فرانسوی: Jacques Osmont‎؛ زادهٔ ۲۰ مارس ۱۹۵۴) دوچرخه‌سوار اهل فرانسه است.